# 燐光のランツェ
『燐光のランツェ』（りんこうのランツェ）は、アムジー (AMZY) より2013年12月4日から2023年3月28日までニンテンドーeショップにて配信されたニンテンドー3DS用ゲームソフト。

## 概要
飛行形態と格闘形態の2種類の形態を駆使しながら戦うアクションゲーム。
人型の格闘形態での操作は簡単だが、エネルギーの燃費が悪いというデメリットがある。戦闘機の姿をした飛行形態では、移動速度が速くなり、複数の敵へロックオンできるうえ遠距離攻撃に長けるが、操作が難しいうえに機動性に欠けるという難点がある。なお、モードを切り替えることによりエネルギー消費なしで一時的に急加速することができ、これを利用して敵の攻撃を潜り抜けるという戦法を用いることができる。また、この時にダッシュ動作に入ると、通常より長い距離を移動することが可能となる。

## あらすじ
世界連合の崩壊後、世界中では「国」というものがなくなり、各地で紛争が相次いでいた。そんな中、治安部隊が結成され、再び「国」を作ろうとする動きが出てきた。そして、ある地域ではルフトシュトロームとノルト・リヒトという2つの共同体が戦いを繰り広げていた。

## 登場人物
アインス
本作の主人公にして、ルフトシュロームの新型兵器である少女。
もともとは普通の人間であったが、自ら望んで兵器になることを名乗り出る。
セレン
声:MIMI
アインスのオペレーター。元科学者で、オペレーターになってからさほど時間がたっていない。
ラーテイル
声:佐藤みるく
ノルト・リヒトの新型兵器で、アインスに劣らぬ性能の持ち主。
アインスが白を基調としたボディーカラーであるのに対し、ラーテイルは黒を基調としている。